# Calota polar

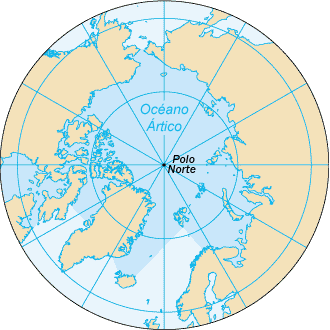
Representação do Polo Norte (Ártico)

A calota polar é uma região de latitude elevada de um planeta, centrada na região polar, que está coberta por gelo. No caso da terra, os pólos terrestres encontram-se cobertos essencialmente por gelo de água. O polo norte, ou Ártico, é uma região apenas de água congelada, enquanto o polo sul, ou Antártida, é uma região rochosa coberta por gelo. Desde meados do século XX, a principal preocupação da comunidade científica internacional, e do público em geral, é com as consequências do aquecimento global nos polos terrestres, o que poderia levar ao derretimento do gelo nessas regiões, causando uma elevação do nível do mar que poderia ameaçar a existência de alguns países e cidades.

## Polo Norte
O polo norte localiza-se no oceano ártico, constituindo-se em uma massa de água congelada que resulta em uma camada de gelo com aproximadamente 3 metros de espessura. Os dois territórios de Estados mais próximos do polo norte são a província canadense de Nunavut e a ilha da Groenlândia, que faz parte do Reino da Dinamarca. Durante o verão, as temperaturas no polo norte chegam próximas a zero graus celsius, enquanto no inverno essas permanecem dezenas de graus abaixo de zero. Com relação à luminosidade, a região recebe 24 horas de luz solar  durante o verão, e vivencia 24 horas de escuridão durante o inverno. A primeira expedição para o polo norte ocorreu ainda em 1827, e foi feita pelo militar britânico William Edward Parry.[carece de fontes?]

## Polo Sul

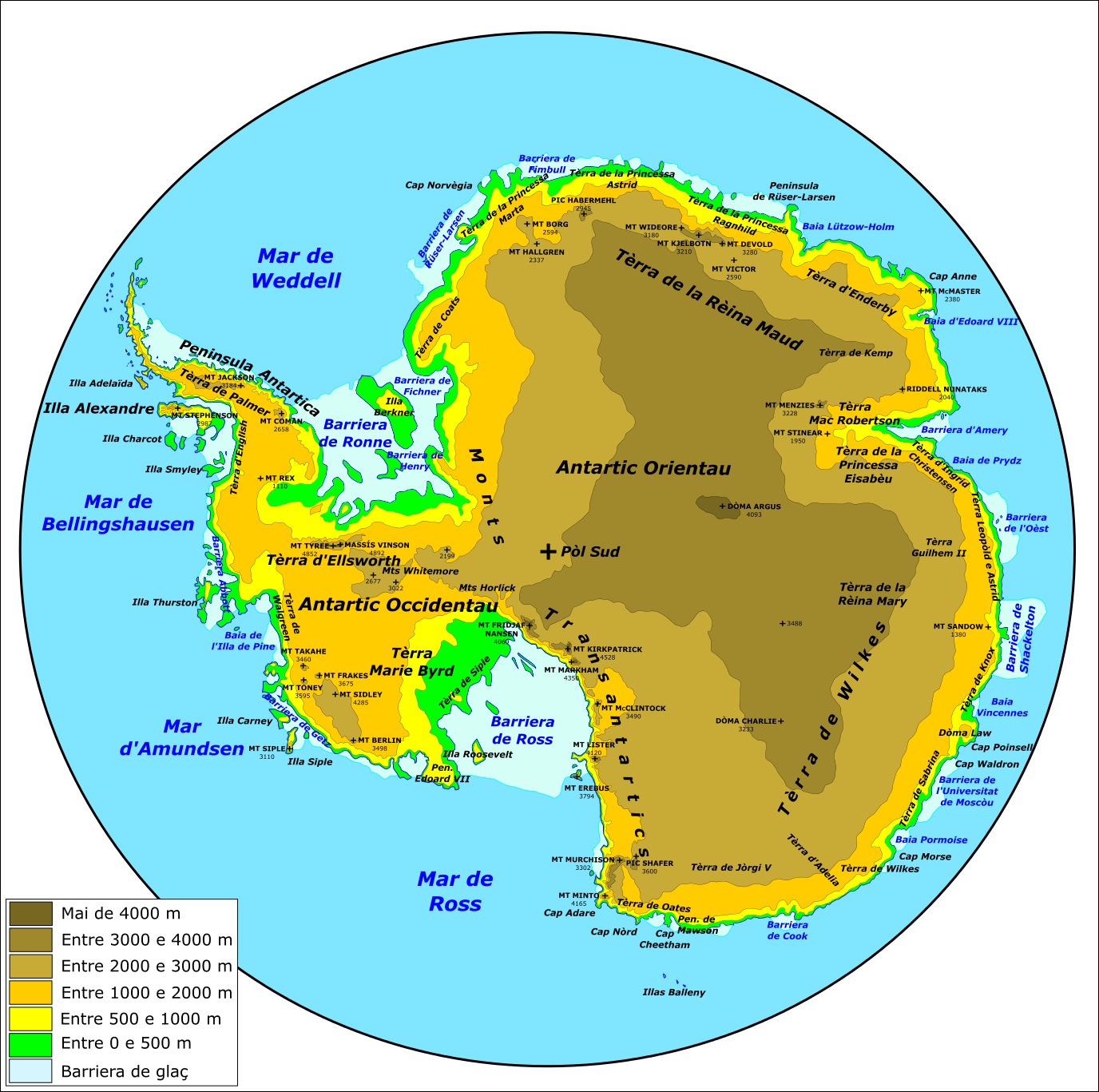
Representação do Polo Sul (Antártida)

O polo sul localiza-se na Antártida, que é um dos sete continentes do planeta terra. Diferentemente do polo norte, o polo sul é constituido de terra coberta por gelo. O resultado é uma camada de gelo muito mais espessa que a do polo norte, chegando a cerca de 2700 metros de grossura. Isso implica também que o Polo Sul tenha temperaturas muito mais baixas do que o Polo Norte. Até 2019, a temperatura mais quente já registrada na região era de aproximadamente 12 graus celsius negativos, número que é muito menor durante os invernos. A região é respaldada pelo Tratado da Antártida, que garante que os países utilizarão a região apenas para fins de estudos científicos e não econômicos.[carece de fontes?]

## O derretimento do gelo e a navegação no Polo Norte
O crescente derretimento do gelo no Ártico permitiu, desde 2010, que a região do Polo Norte pudesse ser utilizada para navegações comerciais durante as épocas mais quentes do verão. Dessa forma, enquanto em 2010 cerca de 10 navios atravessaram o polo norte, mais de 70 o fizeram em 2013.
A possibilidade de abertura da região para a navegação também provocou crescentes tensões entre os países que têm territórios próximos ao Ártico, principalmente Estados Unidos, Rússia e Canadá. As tensões se agravam principalmente porque estima-se que a região do polo norte seja rica em recursos naturais. Entre as reservas não descobertas de petróleo no mundo, por exemplo, estima-se que 22% estejam no Ártico.